# Asteroid skupine X
Asteroid skupine X je pripadnik skupine kovinskih asteroidov. Tipi asteroidov, ki spadajo v to skupino, se razlikujejo po Tholenovem in po SMASS razvrščanju.

## Razvrščanje po Tholenu
Po Tholenovem razvrščanju v to skupino spadajo asteroidi naslednjih tipov:
- tip E
- tip M (največja skupina)
- tip P

## Razvrščanje po SMASS
Po SMASS razvrščanju širša S skupina vsebuje naslednje tipe asteroidov:
- osrednji tip X, ki vključuje asteroide s tipičnim spektrom
- Xe tip, ki vključuje asteroide z močno in široko absorbcijo okoli 0,49 μm, kar kaže na to da je prisoten troilit (pirotit ali železov sulfid FeS). Je tudi nekaj povezave med to skupino in tipom E po Tholenu.
- Xc in Xk sta tipa asteroidov, ki imajo v spektru konveksno obliko v območju valovnih dolžin od 0,55 do 0,8 μm. Ti asteroidi so nekje vmes med osrednjim X tipom in tipom C in K.

Razen pri tipu Xe ni posebne povezave med razvrščanjem po SMASS in tipi E,M in P. Vsi tipi v tej skupini vsebujejo mešanico lastnosti tipov E,  M in  P. 